# 大叶茉莉果
大叶茉莉果（学名：Parastyrax macrophyllus）为安息香科茉莉果属下的一个种。